# Lidija Pawlowna Wergassowa
Lidija Pawlowna Wergassowa. russisch Лидия Павловна Вергасова, wiss. Transliteration Lidija Pavlovna Vergasova (* 1941 in der Sowjetunion) ist eine russische Geologin und Mineralogin.

## Leben
Wergassowa promovierte 1988 an der Staatlichen Universität Leningrad unter Stanislaw K. Filatow und Sofja Iwanowna Naboko mit einer Arbeit über Exhalationsminerale und die Bedingungen ihrer Bildung in den Lavaströmen und Schlackenkegeln des großen Ausbruchs des Tolbatschik. Sie beschäftigte sich mit den Folgen des Ausbruchs und entdeckte und beschrieb mehr als 40 neue Minerale. Sie ist am Institut für Vulkanologie und Seismologie tätig.

## Mineralbeschreibungen
Wergassowa entdeckte und beschrieb zusammen mit verschiedenen Fachkollegen viele neue Minerale: Tolbachit, Piypit, Leningradit, Sophiit, Meniaylovit, Melanothallit, Ponomarevit, Lesukit, Chlorartinit, Alarsit, Coparsit, Urusovit, Filatovit, Bradaczekit, Paralammerit, Averievit, Pauflerit, Fedotovit, Kamchatkit, Klyuchevskit, Alumoklyuchevskit, Vlodavetsit, Ilinskit, Burnsit, Chloromenit, Georgbokiit, Parageorgbokiit, Prewittit, Allochalkoselit, Nicksobolevit, Markhininit, Karpovit, Evdokimovit, Ivsit, Bubnovait, Puninit, Wrightit, Ozerovait, Belomarinait, Knasibfit, Petrovit, Dobrovolskyit.
Das Mineral Vergasovait wurde nach ihr benannt.

## Publikationen
- Lidija Pawlowna Wergassowa, S. K. Filatow: Новый минерал толбачит CuCl2. In: Докл. АН СССР. Band 270, Nr. 2, 1983, S. 415–417.
- Lidija Pawlowna Wergassowa et al.: Coparsite, Cu4O2[(As,V)O4]Cl, a new mineral species from the Tolbachik volcano, Kamchatka peninsula, Russia. In: The Can. Mineral. Band 37, 1999, S. 911–914.
- Lidija Pawlowna Wergassowa et al.: Минералы изоморфного ряда ключевскит-алюмоключевскит из отложений фумарол Северного прорыва БТТИ. In: Вестник КРАУНЦ: Науки о Земле. Band 13, Nr. 1, 2009, S. 58–62 (archive.org [PDF; 920 kB]).